# Graphiphora marginata
Graphiphora marginata là một loài bướm đêm trong họ Noctuidae.